# L'Instinct (chanson)
Singles de Johnny Hallyday
Ne reviens pas
(2003) Je n'ai jamais pleuré
(2003)
L'Instinct est une chanson de Johnny Hallyday issue de son album de 2002 À la vie, à la mort.
En début juin 2003 la chanson est sortie en single (avec Pense à moi sur l'autre face) et s'est classée à la 9e position des ventes en France.

## Développement et composition
La chanson a été écrite et produite par Gérald de Palmas.

## Liste des pistes
Single CD L'Instinct / Pense à moi (pochette en carton) — Mercury 980 018-7 (UMG)
1. L'Instinct (3:36)
2. Pense à moi (4:20)[2]

Single CD + DVD L'Instinct / Pense à moi (édition limitée) — 2 juin 2003, Mercury 980 756-5 (UMG)
1. L'Instinct (3:36)
2. Pense à moi (4:20)

Inclut un DVD avec les clips L'Instinct et Pense à moi :
1. L'Instinct (3:32)
2. Pense à moi (4:17)[1],[3]

Single vinyle maxi 12" 33⅓ tours L'Instinct / Pense à moi (édition limitée numérotée) — Mercury 980 750-4 (UMG)
A. L'Instinct (3:36)
B. Pense à moi (4:20)

## Classements
| Classement (2003)                       | Meilleure position |
| --------------------------------------- | ------------------ |
| Belgique (Wallonie Ultratop 50 Singles) | 17                 |
| France (SNEP)                           | 9                  |
| Suisse (Schweizer Hitparade)            | 32                 |